# Empastissada
L'empastissada és l'acte de llançar un pastís contra algú. Quan és general i involucra múltiples persones es parla de guerra de pastissos.
L'empastissada es pot portar a terme com una simple broma amistosa, però sovint adquireix dimensió política quan la víctima és un polític, un famós o una autoritat pública. L'empastissada esdevé aleshores un acte de protesta contra les conviccions polítiques de la víctima o contra la seva atribuïda arrogància o vanitat. En general, els autors de l'empastissada persegueixen la ridiculització i/o la humiliació de l'afectat mitjançant el llançament del pastís.
L'empastissada s'inscriu en la desobediència civil no violenta i pretén evitar tot dany físic la víctima. Per aquest motiu, tradicionalment el pastís sol ser de crema o massa esponjosa, sense contenir crosta i sense ser acabat de coure, per evitar cremades. A vegades, el pastís també pot ser substituït per una plata de nata muntada o de crema d'afaitar, cosa que no afecta el resultat de l'acció.
Els orígens de l'empastissada o guerra de pastissos es remunten als primers anys de la comèdia slapstick americana de la dècada de 1910. També, als Estats Units és bastant freqüent en actes de recaptació de fons.

## L'empastissada com a acte lúdic:slapsticki guerra de pastissos

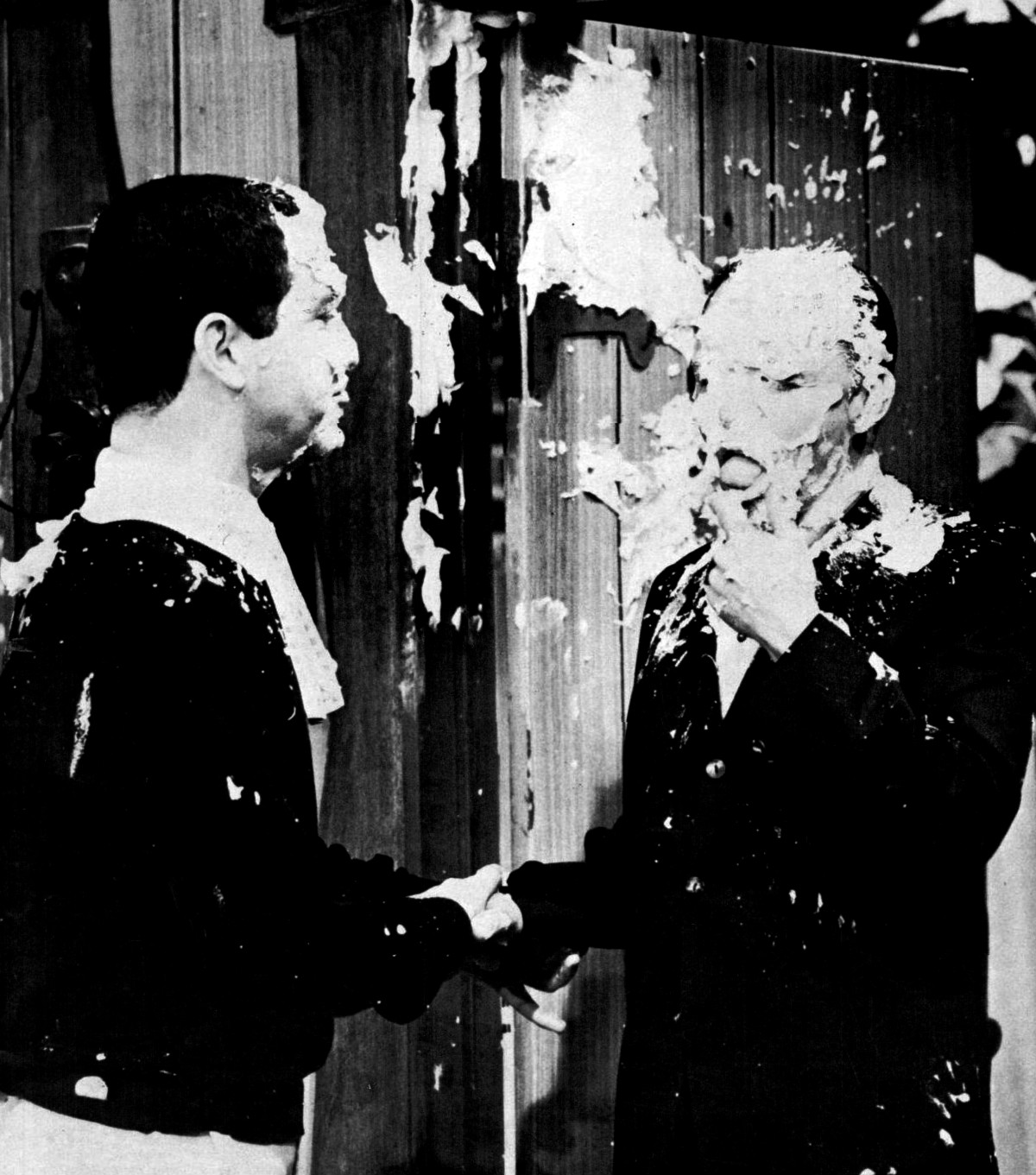
Frank Sinatra i Soupy Sales coberts de pastís.

L'empastissada té els orígens en els gags de la comèdia slapstick de la dècada de 1910. La comèdia muda Mr. Flip (1919), amb Ben Turpin de protagonista, conté el que es considera la primera empastissada de la història del cinema. A la pel·lícula, Turpin rep un pastís a la cara pel seu descarat comportament amb una dama.
Són nombroses les pel·lícules que han escenificat llançaments o guerres de pastissos. Entre les més populars destaquen els curtmetratges del cineasta Mack Sennett, que el 1913 va incorporar llançaments de pastissos en diversos films seus. També, a la pel·lícula Behind the Screen (1916), de Charles Chaplin, es pot veure una empastissada. No obstant, una antològica guerra de pastissos va ser la protagonitzada per Stan Laurel i Oliver Hardy a la pel·lícula The Battle of the Century (1927), en la qual se n'utilitzen 3.000. Per altra banda, la comèdia La gran cursa (1965) ha passat a la història del cinema per escenificar la batalla de pastissos més gran mai vista. En l'escena de l'empastissada, que dura quatre minuts i va necessitar cinc dies de rodatge, es fan servir 4.000 pastissos. Altres pel·lícules que contenen empastissades són el curtmetratge Shivering Shakespeare (1930), de la sèrie estatunidenca Our Gang; Keystone Hotel (1935), de Ralph Staub; el curtmetratge In the Sweet Pie and Pie (1941), dels comediants The Three Stooges; Beach Ball (1963); Smashing Time (1967), o Selles de muntar calentes (1974). Finalment, les pel·lícules Doctor Strangelove (1964), de Stanley Kubrick, i Der Himmel über Berlin (1987), de Wim Wenders, també havien de contenir escenes amb una empastissada, però finalment van ser suprimides pels directors respectius.

## L'empastissada com a forma d'expressió política: l'atemptat pastisser
L'empastissada com a manifestació política s'emmarca dins de la desobediència civil i és una especialització del llançament genèric d'objectes, generalment contra polítics. No obstant, a diferència del llançament d'ous, de sabates o d'altres productes orgànics i objectes diversos, l'empastissada compta amb una acceptació social més àmplia, en ser un acte no violent i que no causa danys físics. Alguns activistes especialitzats en el llançament de pastissos han arribat a esdevenir fins i tot celebritats. És el cas del nord-americà Aron Kay o del belga Noël Godin, que ha arribat a publicar diversos llibres sobre el tema.
L'empastissada o atemptat pastisser (del francès "attentat pâtissier") esdevé una manifestació política quan s'utilitza com a mitjà de protesta o acció de denúncia en la qual un personatge de la vida pública és empastifat amb un pastís llançat a la cara. La llengua francesa utilitza la denominació "attentat pâtissier" o simplement "entartage" per qualificar l'acció, i la paraula "entarteur" o "entartiste" per denominar l'autor de l'empastissada. Semblantment, l'alemany reserva les denominacions "Tortenattentat" o "Tortung" per qualificar l'empastissada específicament política i atorga la denominació "Tortenwurf" per a l'empastissada genèrica i "Tortenwerfer" per a l'autor de l'acció. En anglès, en canvi, s'utilitza indistintament el verb "pieing", sense fer distincions entre l'empastissada lúdica i la política.

### A Catalunya
A Catalunya, sense gaire tradició en empastissades, la primera acció es remunta a l'any 2000 a Girona. Dos anys abans, a Brussel·les, l'empastissada múltiple a Bill Gates per part de Noël Godin i el seu grup d'"entarteurs" havia fet la volta al món.
L'empastissada a Girona el 13 de maig de 2000 va tenir lloc durant el discurs d'inauguració de la 45a exposició de Temps de Flors per part de l'aleshores alcalde Joaquim Nadal. Un grup d'okupes li va llançar un plat de nata a la cara en senyal de protesta pel recent desallotjament del Casal Popular Els Químics. L'empastissada va tenir molta repercussió a nivell local i estatal, i gairebé tots el mitjans de comunicació se'n van fer ressò, com, per exemple, El Punt, el Diari de Girona, La Vanguardia o El País. El jove acusat d'haver llançat el plat de nata, defensat per l'advocat Tià Salellas, va ser absolt dos anys més tard. Passat el gran enrenou que va generar l'empastissada, el mitjà de comunicació VilaWeb apuntava amb certa ironia: "L'afer […] s'ha anat desnatant amb el temps, fins a acabar en no res."
Poc més d'un any després, el 27 de juliol de 2001, Catalunya va viure la segona empastissada. La víctima va ser Remigi Herrero, regidor de Cultura de Mataró. Durant la celebració de Les Santes, Joan Jubany, membre del Casal Independentista Fèlix Cucurull, va estampar un plat de nata a Herrero. Els Maulets de Mataró expressaven així el seu desacord amb el programa de la Festa Major de Mataró, alhora que acusaven Herrero d'haver-los enganyat. El fiscal va sol·licitar al jutge una multa de 180 euros per a l'inculpat.

### A la resta del món
Estats Units
El títol de pare de l'empastissada política als Estats Units generalment s'atribueix al periodista i activista Thomas King Forcade, fundador el 1974 de High Times, una revista mensual dedicada al cànnabis i a la defensa de la seva legalització. El 13 de maig de 1970, Forcade va llançar un pastís de formatge al sociòleg americà Otto N. Larsen, president de la Comissió sobre l'Obscenitat i la Pornografia, en senyal de protesta per les conclusions de la comissió. L'acció contra Larson va ser només la primera empastissada duta a terme pel partit polític Youth International Party, també denominat "yippies". Seguirien aquesta empastissada tota una sèrie d'atemptats amb pastís que aquest partit antiautoritari i antimilitarista portaria a terme posteriorment. Entre els atemptats més cèlebres destaca l'empastissada a Andy Warhol perpetrada per Aron Kay, el "yippie" amb més empastissades en el seu haver.
Alemanya
A Alemanya, la primera empastissada amb rerefons polític es remunta al 1968 i la va protagonitzar l'activista Fritz Teufel, membre de la Spassguerilla a l'Oposició Extraparlamentària i, posteriorment, de la guerrilla urbana Moviment 2 de juny. Durant la celebració de la 23a conferència de l'organització estudiantil Federació Socialista Alemanya d'Estudiants (Sozialistischer Deutscher Studentenbund) a Hannover, Teufel va voler entrar en un cafè amb els seus companys. El propietari del cafè va negar l'entrada als joves i seguidament va contactar amb la policia. Teufel i els seus companys es van apoderar de l'aparador, farcit de pastissos, i quan la policia s'hi va presentar per desallotjar-los els van llançar totes les existències disponibles. El cas va passar a ser conegut com la "guerra dels pastissos de Hannover".
Bèlgica
Bèlgica és el país europeu que compta amb una tradició més llarga d'empastissada política, anomenada popularment "entartage". El cèlebre Noël Godin, conegut pel sobrenom Georges Le Gloupier, ha arribat a empastissar desenes de polítics, artistes i altres personatges públics belgues i francesos al llarg de la seva extensa trajectòria com a "entarteur". A més, ha publicat diversos llibres i cròniques sobre les seves empastissades. Godin va començar la seva activitat el 1968, quan va tenir com a primera víctima Marguerite Duras. La novel·lista i dramaturga francesa va ser empastissada durant la seva estada a Bèlgica, on havia anat a presentar, a la Universitat de Lovaina, la pel·lícula Détruire, dit-elle. Entre les nombroses víctimes de Godin destaquen Bernard-Henri Lévy, Bill Gates, Doc Gynéco, el ministre belga Édouard Poullet, Jean-Luc Godard, Marco Ferreri, Maurice Béjart, Nicolas Sarkozy, Patrick Bruel i Jean Charest.

## Altres modalitats
Altres formes de protesta semblants a l'empastissada són el llançament d'ous o de sabates. Un dels llançaments d'ous més famosos va ser el perpetrat contra el canceller alemany Helmut Kohl el maig del 1991 en protesta per la unificació alemanya. El 1999, el ministre d'Afers Estrangers, Joschka Fischer, patia la mateixa sort en senyal de protesta contra la intervenció miliar d'Alemanya en la guerra de Kosovo. En aquest cas, però, en comptes d'ous, l'activista va fer servir com a variant bosses de plàstic amb pintura. El 2003, l'actor nord-americà Arnold Schwarzenegger també va ser atacat amb ous en plena campanya electoral per esdevenir governador de l'estat de Califòrnia.